# Општина Беика Де Жос (Муреш)
Беика Де Жос (рум. Beica De Jos) општина је у Румунији у округу Муреш.
Oпштина се налази на надморској висини од 451 m.